# 毛瓣金花茶
毛瓣金花茶（学名：Camellia pubipetala）是山茶科山茶属的植物，是中国的特有植物。分布于中国大陆的广西等地，见于石灰岩上的常绿林中，目前尚未由人工引种栽培。